# Джейн Бутел
Джейн Бутел (Jane Anne Franz) — американська шеф-кухарка, телеведуча, авторка кулінарних книг, засновниця школи кулінарії.

## Біографія
Дочка та онука досвідчених домашніх економістів. Закінчила Університет штату Канзас. Джейн Бутел перша написала про південно-західну кулінарну кухню та регіональну мексиканську кулінарію.
У 1958 році Джейн вийшла заміж за Дональда Аллена Бутела і переїхала в Альбукерке, штат Нью-Мексико. У 1961 році вийшла її перша кулінарна книга «Cocinas de New Mexico», у 1965 році — «Favorite Mexican Foods». 1983 році заснувала власну кулінарну школу. З 1991 року є президентом та виконавчим директором Tex-Mex Inc.
За свої рецепти та кулінарні вчення була визнана «Кращою у США» за версією Gayot.com, а її школа — однією з чотирьох кращих шкіл кулінарії в світі за версією журналу «Bon Appetit».
Джейн Бутел — авторка 29 книжок, організовує телевізійні шоу та національні радіопередачі; проводить практичні кулінарні школи, кулінарні екскурсії та продає свої кулінарні книги в режимі онлайн. Її останній телевізійний проект «Південно-західна кухня Джейн Бутел» («Jane Butel's Southwestern Kitchen»).

## Основні книги Джейн Бутел
- Chili Madness (1980)
- Jane Butel's Tex-Mex Cookbook (1980)
- Hotter Than Hell: Hot and Spicy Dishes from Around the World (1987)
- Fiesta: Southwest Entertaining with Jane Butel (1987)
- Jane Butel's Southwestern Kitchen (1994)
- Fiestas for Four Seasons: Southwest Entertaining with Jane Butel (1996)
- Real Women Eat Chiles (2006)